# Tit Vasi
Tit Vasi (en llatí Titus Vasius) era un militar romà del segle i aC.
Va ser un dels conspiradors contra Quint Cassi Longí propretor de la Hispània Ulterior l'any 48 aC. Quan Juli Cèsar va dominar Hispània el 49 aC va deixar a Longí com a governador de la Hispània Ulterior. Com que els habitants el temien, va haver de governar amb el suport exclusiu de les tropes. A finals d'any va rebre ordres de passar a l'Àfrica per fer la guerra a Juba I de Numídia que s'havia pronunciat per Pompeu. A Àfrica esperava trobar un nou camp per saquejar. El 48 aC va reunir l'exèrcit a Corduba (Còrdova) i llavors va esclatar una conspiració en la que van intervenir part de les seves tropes. A la mateixa plaça del mercat de la vila el van atacar i va quedar ferit i els revoltats van proclamar governador Luci Juvenci Laterense, però Cassi es va poder escapar i no va tardar a dominar la revolta i executar Laterense i altres conspiradors. De resultes, establí noves exaccions per als provincials.
Poc després, dues legions que havien servit abans amb Varró, legat de Pompeu, i que marxaven cap a Calpe per embarcar cap a Àfrica, es van revoltar i van proclamar governador Tit Tori; també la ciutat de Corduba es va revoltar i el qüestor Marc Marcel Eserní, enviat per Cassi a apaivagar la revolta, es va posar al front de la rebel·lió. Cassi va demanar ajut a Bogud II de Mauritània i a Marc Emili Lèpid, governador de la Gàl·lia Narbonense i, mentre, es va fer fort a una vila fortificada no gaire lluny de Corduba, de la que en quedava separada pel riu Betis.
L'arribada dels reforços va restablir la pau i Marcel es va unir a Lèpid. Cassi va demanar sortida lliure, que li fou concedida. Llavors va arribar a la província el nou governador Gai Treboni, i Cassi va aquarterar les seves forces (47 aC) i va fugir de la província amb els seus tresors però la seva nau va naufragar a la boca de l'Ebre i va morir. El paper de Vasi en tot l'afer va ser important tot i que mai no es destacà com un dels caps.